# Стариган із крилами
«Стариган із крилами» (ісп. Un señor muy viejo con unas alas enormes) — оповідання нобелівського лауреата, колумбійського письменника Ґабрієля Ґарсія Маркеса, вперше опубліковане іспанською мовою 1968 року. Переклад англійською вийшов 1972 року (Нью-Йорк: Harper and Row), а 1976 року на сторінках журналу «Всесвіт» вийшло перше українське видання у перекладі Маргарити Жерденівської.
Як і багато інших творів Ґабрієля Ґарсія Маркеса, «Стариган із крилами» належить до напрямку магічного реалізму.

## Сюжет
У оповіданні автор розповідає про появу незвичайної людини на сільському подвір'ї простих людей. Історія починається після трьох днів дощу. Краби наповнюють садибу Пелайо та Елісенди, головних героїв, і викликають жахливий сморід, від якого, як вважають, хворіє їхня дитина. Пелайо черговий раз відносить крабів у море, але, повернувшись, він бачить на своєму подвір'ї старого чоловіка з крилами. Здивований, Пелайо йде за дружиною, і вони оглядають дивного гостя. Незнайомець був дуже брудний та одягнений в обірваний одяг. Пелайо та Елісенда намагаються говорити з ним, але чоловік говорить незрозумілою мовою. Вирішили, що цей чужоземець уцілів після корабельної аварії. Але сусідка сказала, що це янгол, якого прислали по хвору дитину. Подружжя залишило старого у себе в курнику. Незабаром все село знало про появу дивної істоти.
Гарячка у дитини минула, й вона почувалася добре. Пелайо з дружиною вирішили віддячити старому і відпустити його, але чимало людей захотіли подивитися на те диво. Елісенда вирішила заробити на цьому, тому брала з кожного охочого по п'ять сентаво. Будинок огородили парканом, щоб натовп не розніс житло. Дізнавшись приголомшливу новину, прийшов отець Гонзага, здивований звісткою про янгола. У цей час спостерігачі висувають гіпотези щодо того, що має статися з ним, говорячи що «він повинен бути лідером світу», або «він повинен бути військовим керівником, щоб перемагати у всіх війнах». Однак, отець Гонзага вирішує визначити, є чоловік янголом чи ні, розмовляючи з ним латиною. Оскільки людина з крилами не знає латинської та виглядає надто по-людськи, священник вирішує, що старий не може бути янголом. Гонзага відправив лист єпископові, а той своєю чергою — Папі Римському, щоб остаточний вердикт надійшов з найвищої інстанції. Самого старого янгола намагалися годувати кристалами камфори та різними стравами, що приносили йому прочани, але він вибрав просту баклажанну ікру.
У той час в селище прибув мандрівний цирк, з людьми-аномаліями, на кшталт жінки-павука (дівчини, яка в дитинстві втекла з дому на танці, за що її було жахливо покарано). Подивитися на неї коштувало дешевше, та й видовище було цікавіше. Двір Пелайо спорожнів. Та господарі на той час вже накопичили достатньо грошей і змогли побудувати двоповерховий комфортабельний будинок (тільки курник залишився недоторканим). Коли син Пелайо підріс, батьки не підпускали його до курника, але пізніше хлопчик став часто приходити до янгола. Той не був з ним привітний, як і з іншими. Одного разу вони обидва захворіли на вітрянку. Лікар оглянув і хлопчика, і старого ангела. Він був дуже млявим, втомленим і жалюгідним, на його крилах залишилося всього кілька пір'їн. Незабаром він почав бродити по будинку, лякав Елісенду. Чоловік її пожалів ангела і, закутавши його, відніс спати під навіс, і тоді вони помітили, що у нього жар і він помирає. Згодом ангел став одужувати. Він знав, чому він відчував себе так погано, але вважав, що його ніхто не розуміє, тому мовчав, зрідка наспівуючи пісні, коли його ніхто не чув. Все ж ангел одужав і готувався злетіти. Його перші спроби були незграбні, але врешті-решт він зміг піднятися на висоту і відлетіти від будинку Пелайо та Елісенди. Елісенда дивилася вслід з полегшенням.

## Персонажі
- Пелайо — батько дитини та чоловік Елісенди. Він виявляє старого на своєму подвір'ї. Отримавши чимало грошей від охочих побачити ангела, Пелайо залишив роботу поліцейського, розвів кролеферму.
- Елісенда — мати дитини та дружина Пелайо. Елісенді належить ідея отримати прибуток від охочих побачити старого. Собі вона купила лакові босоніжки на високих підборах, кілька барвистих шовкових суконь.
- Старий з'являється після дощу у садибі Пелайо і Елісенди. Він був одягнений, «як жебрак, череп його був лисий, як коліно, рот беззубий, як у старезного діда, великі пташині крила, обскубані й брудні». Безпорадний дід більше скидався на велику старезну курку, ніж на людське створіння. Він говорить незрозумілою мовою, яку ніхто не розуміє. Старий розгублений і терплячий. Його змусили жити у курнику, його показували, як диковинку.
- Священник Гонзага був дроворубом до того, як стати священником. Отець Гонзага підозрює, що старий — самозванець, бо не знає латинської, мови Бога. Потім він зв'язується з Церквою і чекає рішення вищої влади.
- Сусідка, як кажуть, знає все про життя та смерть. Вона думає, що Старий — це ангел, який впав з неба і прийшов за сином Пелайо. Жінка намагається допомогти порадами своїм сусідам Пелайо та Елісенді.
- Жінка- павук у дитинстві за непослух перетворена на тарантула з головою жінки. На відміну від Старого, який мало говорить і не рухається, вона завжди відкрита, розповідає свою історію, тому жителі села кидають Старого, коли вона приходить.
- Дитина Пелайо та Елісенди хворіє, коли історія розпочинається. Старий і дитина якось пов'язані. Вони хворіють одночасно і граються разом.

## Проблематика оповідання
Автор оповідання підіймає ряд проблем.
- Головна проблема: духовне падіння суспільства, моральна деградація людства.
- Проблема вибору стоїть перед кожним персонажем. Що вибирає людина — земне чи мирське — добро, чи зло? Чи готова пожертвувати заради порятунку незнайомої людини?
- Проблему любові до ближнього. Господарі поселили ангела в курнику, люди знущаються з нього: б'ють його, припікають розпеченим залізом, тицяють пальцями, кидають у клітку недоїдки, а він просто терпить.
- Проблема сенсу людського існування. Пелайо та Елісенда знаходять сенс у збагаченні.
- Проблема батьків і дітей. Батьки своєю поведінкою визначають майбутнє дитини без співчуття, турботи та любові до ближнього.

## Тематика
Однією з тем оповідання є те, як люди інтерпретують владу, як ми бачимо у випадку зі священником Гонзагою та Сусідкою. Інша тема стосується умов людського існування, особливо у випадку Старого, який не вважається ангелом через його земні риси. Тема умов людського існування також дотична Жінки-павука, адже її історія приваблює відвідувачів, що можуть їй поспівчувати.
Серед інших тем в оповіданні — зв'язок між дитиною та ангелом, оскільки вони, здається, пов'язані один з одним. Оповідання також досліджує символізм крил. Крила мають значення, коли йдеться про характеристику старого, і Маркес використовує їх, щоб передати відчуття унікальності. Навіть коли лікар оглядає крила, вони здаються природними, але вирізняються з точки зору звичайної анатомії. Крім того, існує прихована тема, яка полягає у тому, щоб піддавати сумніву як священні, так і світські уявлення.
Твір насичений невизначеністю та двозначністю, які є елементами магічного реалізму. Хоча зображений світ виглядає схожим на наш і описує місто з відносно недавніх часів, чіткого місця чи часових рамок для контексту не надано. Згадка про літаки та спілкування отця Гонзаги з Папою додає цієї неоднозначності, завдяки чому місто виглядає дещо паралельним нашому власному світу, але не зовсім. Невизначеність також оточує існування Старого, оскільки жителі містечка припускають, що він може бути ангелом, але ми не отримуємо остаточної відповіді. Оповідач не надає чітких відповідей чи доказів на підтримку жодної з представлених можливостей.

## Контекст
Оповідання отримала багато критичних відгуків, головним чином зосереджених на Маркесовому використанні магічного реалізму.
У статті, опублікованій в «Journal of the Fantastic in the Arts», Ґрір Вотсон зазначила, що в цьому оповіданні мало що можна назвати фантастичним, натомість такі елементи, як крила Старого, представлені як цілком нормальні. Вотсон також підкреслює, що під сумнів ставиться лише ангельська природа крилатої людини. Дослідник Джон Гудвін стверджує, що оповідання можна інтерпретувати як коментар до періоду Ла Віоленсія, під час якого твір вийшов друком. Гудвін припускає, що думки жителів відображають ідеалізоване бачення релігії як форми правління. Однак те, як вони ставляться до ангела, видає їхнє справжнє ставлення. Марсі Шварц вважала таке використання Маркесом двозначності ефективним.
Віра М. Куцінскі обговорила важливість крил в оповіданні в контексті афроамериканського міфу про політ і ширшої теми польоту як такого. Вона навела цитату з Маркеса, де він говорив про свій карибський вплив і важливість ідентичності метисів. Куцінскі також підкреслив використання магії та теми польоту в традиційних афроамериканських історіях, проводячи порівняння й з іншими історичними та літературними творами, такими як «Овен» (1636) Хуана Родрігеса Фрейле та «Царство від світу цього» (1957) Алехо Карпентьєра.

## Адаптації
- «Третій день дощу» (ісп. Al tercer día de lluvia), балетна адаптація в хореографії Умберто Гонсалеса Толедо. Прем'єра відбулася 1984 року у Великому театрі Гавани за участі Кубинського національного балету під час Гаванського міжнародного фестивалю балету. Того ж року балетна постановка стала частиною репертуару туру Кубинського національного балету у Греції та Туреччині. Згодом її також поставили в Манагуа (Нікарагуа) в театрі Рубена Даріо.
- 1988 року режисер Фернандо Біррі зняв однойменний кубинський фільм про хлопчика, який знайшов ангела в сараї свого нового будинку.
- 1990 року кіностудія «Білорусьфільм» зняла за мотивами оповідання однойменний мультиплікаційний фільм — «Стариган із крилами»(рос. Очень старый человек с огромными крыльями).
- Кліп на пісню «Losing My Religion» (1991) американського гурту R.E.M. частково основано на творі Маркеса.
- 2002 року Ніло Круз адаптував оповідання для сцени та опублікував її в журналі «Theatre».
- «На краєчку світу» (2002) українська театральна адаптація . Режисер-постановник: Алла Пасікова
- «Пересохла земля» (2004) — Фільм-притча за мотивами оповідання. Режисер: Тарас Томенко